# Pirquitasita
La pirquitasita es un mineral de la clase de los minerales sulfuros, y dentro de esta pertenece al llamado “grupo de la estannita”. Fue descubierta en 1980 en el yacimiento de plata-estaño de Mina Pirquitas en el departamento Rinconada, en la provincia de Jujuy (Argentina), siendo nombrada así por esta localización. Un sinónimo es su clave: IMA1980-091.

## Características químicas
Es una sal sulfuro de estaño, plata y cinc, anhidro.
Todos los minerales del grupo de la estannita, en el que se encuadra, son sulfuros o seleniuros de tres metales, que cristalizan en el sistema cristalino tetragonal.
Forma una serie de solución sólida con la hocartita (Ag2FeSnS4), en la que la sustitución gradual del cinc por hierro va dando los distintos minerales de la serie.
Además de los elementos de su fórmula, suele llevar como impurezas: hierro y cobre.

## Formación y yacimientos
Se forma por mineralización hidrotermal en vetas aosicadas con ambiente geológico de tipo volcánico, similar a los yacimientos de estaño y plata que hay en Bolivia. 
Suele encontrarse asociado a otros minerales como: hocartita, pirita, marcasita, wurtzita, franckeíta, miargirita, aramayoíta, calcostibita, estannita, kesterita, rodoestannita o casiterita.